# Barbara O'Neil
Barbara O'Neil (Saint Louis (Missouri), 17 juli 1910 — Greenwich (Connecticut), 3 september 1980) was een Amerikaans actrice.
O'Neil begon haar carrière in kleine theaters. Ze studeerde drama aan de Yale-universiteit en werd in 1931 ontdekt. Ze werd aangenomen als een van de actrices van University Players, een prestigieus theater waar grootheden als Henry Fonda en Margaret Sullavan werkten.
In 1937 volgde O'Neils filmdebuut, met een belangrijke bijrol in Stella Dallas. In 1939 werd ze gecast in de epische film Gone with the Wind (1939). Hoewel ze slechts drie jaar ouder dan zij was, speelde ze hierin Vivien Leighs moeder.
O'Neil werd opgemerkt en kreeg bijrollen in verschillende grote films. Zo was ze in 1940 naast Bette Davis te zien in All This, and Heaven Too. De rol die ze daarin speelde resulteerde erin dat ze werd genomineerd voor een Academy Award voor Beste Vrouwelijke Bijrol. Deze verloor ze echter van Jane Darwell voor haar rol in The Grapes of Wrath (1940).
O'Neil was in haar latere carrière in nog enkele films te zien. Haar laatste film werd in 1971 uitgebracht. Ze stierf negen jaar later op 70-jarige leeftijd.

## Filmografie
- Biblioteca Nacional de España: XX1550606
- Bibliothèque nationale de France: cb14212065b (data)
- Gemeinsame Normdatei: 1061445224
- International Standard Name Identifier: 0000 0001 2131 3039
- Library of Congress Control Number: n85151832
- SNAC: w6ww886w
- Système universitaire de documentation: 149812329
- Virtual International Authority File: 46972720
- WorldCat: E39PBJqfFP4hb4Df3Q6kdKpdcP